# Marie de Rohan-Montbazon
Marie de Rohan (Marie Aimée; Parigi, dicembre 1600 – Gagny, 12 agosto 1679) è stata una nobildonna francese. Dotata di grande fascino, si pose al centro di numerosi intrighi della prima metà del XVII secolo in Francia.

## Biografia

### Infanzia e gioventù
Marie de Rohan, mademoiselle de Montbazon, era la figlia di Hercule de Rohan, duca di Montbazon, della Casa di Rohan, che possedeva grandi estensioni terriere in Bretagna e Angiò. Nel settembre 1617 ella sposò il gran connestabile (comandante supremo dell'esercito francese) Carlo d'Albert, duca di Luynes, uno dei favoriti di re Luigi XIII: il marito formò il gusto di Marie per intrighi politici senza scrupoli, introducendola a corte, dove si guadagnò la confidenza del re e della regina. Nel dicembre 1618, Luigi XIII nominò Marie de Rohan-Montbazon sovrintendente del seguito della regina, soppiantando Enrico I di Montmorency. La sua influenza nei confronti della regina consorte, Anna d'Asburgo, divenne quindi sempre maggiore; nel 1620 Marie diede alla luce un figlio, Louis Charles, per il quale il Re fece da padrino.

### Secondo matrimonio
Charles d'Albert morì in combattimento nel 1621 e Marie, rimasta vedova, sposò Claudio di Lorena, duca di Chevreuse, il 21 aprile 1622. Da questo secondo matrimonio essa ebbe tre figlie femmine; due di queste condussero vita religiosa: Anne Marie (1625-1652) fu badessa di Pont-aux-Dames, mentre Henriette (1631-1693) divenne badessa dell'abbazia di Notre-Dame de Jouarre ed in seguito di Port-Royal. La terza figlia, Charlotte Marie (1627-1652), non riuscendo a sposare Armando di Borbone-Conti, divenne l'amante del Cardinale de Retz e venne coinvolta nella Fronda, non sposandosi mai.

### Caduta in disgrazia e cospirazioni
Amica e confidente della regina Anna, Marie venne bandita da corte dopo un incidente capitato alla regina incinta: Marie aveva infatti incitato la sovrana a fare un gioco chiassoso nei corridoi del Louvre, conclusosi con una caduta e il conseguente aborto del feto. Il Duca di Chevreuse dovette quindi utilizzare tutta la sua influenza per ottenere la reintegrazione a corte della moglie.
Nei suoi tentativi di riguadagnare la posizione perduta, ella provocò o incoraggiò varie cospirazioni di corte, come ad esempio l'Affare Buckingham (1623-1624) che compromise la Regina, istigata con la connivenza dell'amante inglese di Marie, Henry Rich, creato in seguito Conte d'Olanda. Con l'aiuto dei più potenti aristocratici francesi, complottò contro Richelieu; essa fu inoltre complice di un intrigo ordito dal suo amante, Henri de Talleyrand-Périgord, conte di Chalais, con l'improbabile intenzione di rimpiazzare Luigi XIII con il fratello Gastone d'Orléans: questa congiura costò la vita a Chalais, profondamente coinvolto, che venne decapitato il 19 agosto 1626. Marie fuggì quindi in Lorena dove iniziò una relazione con il duca Carlo IV, il quale intervenne in suo favore per consentirle di ritornare in Francia; ciononostante, una volta ristabilita a Dampierre, i suoi artifizi per sovvertire il potere reale continuarono.
La Duchessa di Chevreuse si pose al centro di tutte le macchinazioni che vedevano potenze straniere contro la Francia, come ad esempio le negoziazioni con il Ducato di Lorena o la Spagna condotte da Charles de l'Aubespine, marchese di Châteauneuf, guardasigilli reale, che si rovinò per salvare Marie, alla quale aveva rivelato tutte le decisioni del re (1633). Degli scambi segreti di corrispondenza tra la Spagna e Anna d'Asburgo vennero smascherati nel 1637 e ciò costrinse Marie a fuggire in Spagna, poi in Inghilterra ed infine nelle Fiandre. Marie fu inoltre coinvolta nella cospirazione del Conte di Soissons del 1641 e, alla morte del Re, una clausola del suo testamento proibiva il ritorno in Francia della Duchessa, cosicché fu necessaria una decisione del parlamento per annullare la postilla.
Dopo la morte di Richelieu, ritornata in Francia, essa cospirò nella Cabala degli Importanti guidata da Chateauneuf contro Mazarino, nel 1643; con l'arresto e l'esilio di Cesare di Borbone-Vendôme, Marie fuggì nuovamente essa stessa. Durante la Fronda essa si avvicinò alle posizioni di Mazarino nel periodo che andò dal 1649 al 1650, ma poi tornò a schierarsi con il partito aristocratico nel momento in cui la fronda parlamentare e quella nobiliare unirono le loro forze, nel 1651.
Morì nel 1679, in ritiro nel convento di Gagny, nel dipartimento Senna-Saint-Denis.

## Marie de Rohan-Montbazon nella letteratura
Marie de Rohan-Montbazon fu un soggetto molto utilizzato nelle colorite biografie dell'età romantica: Alexandre Dumas padre la inserisce nella trama de I tre moschettieri, Vent'anni dopo e Il Visconte di Bragelonne, nei quali Raoul, l'eroe del terzo romanzo della trilogia di Dumas, è il figlio segreto della donna. Il melodramma-tragedia di Gaetano Donizetti intitolato appunto Maria di Rohan, debuttato al Kärntnertortheater di Vienna il 5 giugno 1843 e seguito da un successo a Parigi a novembre, era liberamente basato sulla storia della cospirazione di Chalais. Victor Cousin, nel 1856, pubblicò una biografia più accurata. Le moderne biografie della Duchessa di Chevreuse sono invece le seguenti:
- Denis Tillinac, L'Ange du désordre, Robert Laffont, Parigi, 1985;
- Georges Poisson, Librairie Académique Perrin, Parigi, 1999;
- Christian Bouyer, La Duchesse de Chevreuse : L'Indomptable et voluptueuse adversaire de Louis XIII, Pygmalion-Gérard Watelet, Parigi, 2002;
- H. Noel Williams, A Fair Conspirator: Marie de Rohan, Duchesse de Chevreuse, 2005.

Nel 2002 Marie de Rohan-Montbazon venne ritratta da Wendy Albiston nell'episodio The Church and the Crown della serie televisiva britannica Doctor Who.